# Leichtathletik-Weltmeisterschaften 2017/Teilnehmer (Malta)
| Gelbes Symbol für Goldmedaillen mit stilisierten Olympischen Ringen | Graues Symbol für Silbermedaillen mit stilisierten Olympischen Ringen | Braundes Symbol für Bronzemedaillen mit stilisierten Olympischen Ringen |
| ------------------------------------------------------------------- | --------------------------------------------------------------------- | ----------------------------------------------------------------------- |
| —                                                                   | —                                                                     | —                                                                       |

Von Malta wurde eine Athletin für die Leichtathletik-Weltmeisterschaften 2017 in London nominiert.

## Ergebnisse

### Frauen

#### Laufdisziplinen
| Athletin            | Disziplin | Vorlauf | Vorlauf | Halbfinale         | Halbfinale         | Finale             | Finale             |
| Athletin            | Disziplin | Zeit    | Platz   | Zeit               | Platz              | Zeit               | Platz              |
| ------------------- | --------- | ------- | ------- | ------------------ | ------------------ | ------------------ | ------------------ |
| Charlotte Wingfield | 100 m     | 11,82 s | 35      | nicht qualifiziert | nicht qualifiziert | nicht qualifiziert | nicht qualifiziert |